# DTP Entertainment
DTP Entertainment AG (anteriormente conocido como DTP Neue Medien AG) fue un editor alemán de videojuegos, fundado en 1995 por Thomas Baur y ubicado en Hamburgo. En su momento fue uno de los principales editores de juegos de Alemania. DTP fue conocido por haber publicado un gran número de juegos que se desarrollaron en Alemania, especialmente los juegos de aventura. La compañía también actuaba como distribuidor de videojuegos. 
En 2004, se abrió una nueva filial, DTP Young Entertainment, que se especializa en el desarrollo y publicación de software y juegos educativos para niños. En 2007, DTP Entertainment compró 4HEAD Studios y lo cambió por Cranberry Productions, que está ubicado en Hannover, y abrió un nuevo estudio, RealU, ubicado en Singapur. En 2008, DTP compró House of Tales, un desarrollador con sede en Bremen . 
En 2012 la empresa se declaró insolvente. Desde entonces, el editor sueco Nordic Games ha recogido varias licencias de aventuras.

## Juegos publicados
- Awesomenauts (2012)
- TNT Racers (2012)
- The Cursed Crusade (2011)
- Gray Matter (2011)
- Drakensang: The River of Time (2010)
- Black Sails: Das Geisterschiff (2010)
- So Blonde: Back to the Island (2010)
- King's Bounty: Armored Princess (2010)[4]
- Black Mirror II (2009)
- Venetica (2009)
- Divinity II: Ego Draconis (2009)
- Crazy Machines 2 (2009)
- Giana Sisters DS (2009)
- Memento Mori (2009)
- So Blonde (2008)
- Windchaser (2008)
- Drakensang: The Dark Eye (2008)
- Legend - Hand of God (2007)
- Undercover: Doppeltes Spiel (2007)
- The Mystery of the Druids (2001)